# Lesja
Lesja est une kommune de Norvège. Elle est située dans le comté d'Innlandet.